# Ernst Erich Metzner
Ernst Erich Metzner, také E. E. Metzner (* 23. února 1938 Holčovice) je německo-skandinávský historický medievalista. Byl univerzitním profesorem na univerzitě ve Frankfurtu nad Mohanem.

## Životopis
Ernst Erich Metzner strávil své rané dětství ve svém rodišti, horské vesnici Holčovice poblíž Města Albrechtice, která v té době byla ve Slezsku. Po druhé světové válce bylo německé obyvatelstvo odsunuto v důsledků Benešových dekretům. Rodina Metznerových také musela opustit svůj domov. V roce 1946 Ernst Erich Metzner přišel do západního Německa se svou matkou a sestrou, která byla o dvanáct let starší.
Po maturitě vystudoval Metzner na univerzitě ve Frankfurtu nad Mohanem němčinu, historii, politologii a skandinávská studia. Absolvoval státní zkoušku pro výuku na středních školách a poté pracoval jako přednášející v dánském Aarhusu. V roce 1969 obdržel doktorát ve Frankfurtu s prací o nejstarších dějinách evropské balady poezie.
Od roku 1972 byl profesorem německé filologie na Ústavu německého jazyka a literatury II na Univerzitě Johanna Wolfganga Goethe ve Frankfurtu nad Mohanem. Mezi jeho hlavní oblasti práce patřila středověká literatura a historická lingvistika. Od roku 1999 do roku 2001 byl ředitelem Institutu pro skandinávská studia. Několik hostujících profesorů odvezlo Metznera do Florencie, Lublinu a Lyonu.  2001 odešel z aktivních univerzitních operací, ale od té doby se věnoval vědě.
Jako lingvista a historik se Metzner zabývá „starší a novější literaturou, německo-skandinávskými literárními vztahy ve středověku a novověku“ a „lingvistickými, historickými a historickými tématy, zejména z oblasti Porýní-Mohan a východoněmecké Slovanská průniková oblast“. Svůj výzkum, ovlivněný také jeho osobní biografií, umístil do evropského kontextu a byl odhodlán mimo jiné kontaktovat ve Skandinávii, zejména v Dánsku a Norsku, za účelem uchování Skandinávského institutu na Frankfurtské univerzitě na konci 90. let a za Německo-slovanská kulturní výměna. Kromě toho byla oblast Rýna-Mohanu jako „nový domov“ opakovaně předmětem Metznerova lingvistického výzkumu a měla z něj prospěch. 
Metzner publikoval několik odborných knih a své výsledky výzkumu publikoval také v regionálních a národních novinách a univerzitních publikacích s četnými články, přednáškami a rozhovory.
Ernst Erich Metzner žije v Rüsselsheimu nad Mohanem.

## Členství (výběr)
- Metzner byl jmenován do Sudetoněmecké akademie věd a umění v Mnichově v roce 2000 a je členem místní humanitní třídy a jedním ze tří řečníků.
- Od roku 2006 do roku 2018 byl Metzner předsedou Nadace Adalberta Stiftera. Jedná se o státem financovaný kulturní institut v Mnichově, podporuje kulturní výměnu mezi Německem a Českou republikou.

## Ocenění a vyznamenání
- 2003: Univerzita ve Frankfurtu nad Mohanem ocenila Metznera na 65. místě   Narozeniny se slavnostním ceremoniálem a poctěním jeho dlouholetého závazku zveřejněním pamětní publikace. [3]
- 2006: Cena kultury města Rüsselsheim

- Andrea Hohmeyer, Jasmin S. Rühl a Ingo Wintermeyer (ed.): Hledání stop v jazykové a historické krajině. Pamětní publikace Ernsta Ericha Metznera. Lit Verlag, Münster 2003, ISBN 3-8258-6565-7.

## Publikace (výběr)
- Nejstarší historie evropské balady. Tanec v Kölbigku. Legendární zprávy. Sociální zázemí. Historické požadavky, Nakladatelství Athenäum, Frankfurt am Main 1972 (=   Frankfurtské příspěvky k německým studiím; Vol.   14), bez ISBN. (Zugl. disertační práce; University of Frankfurt am Main, Philos. Fak. 1969)
- Středověká „burg“ města střední oblasti Odry (Land Lebus, Niederlausitz, Land Sternberg, Neumark). Další informace o slovu historie mhd. Burc a statu, staré německé formace názvu místa a počátcích východoněmeckého městského života, Carl Winter-Verlag, Heidelberg 1979, bez ISBN.
- Minulost na Untermain – současnost. 20krát historie jazyka a jazyk mluvený. Verlag der Theaterwerkstatt, Rüsselsheim 1982, bez ISBN.
  - Stará „královská města“ mezi řekou a hlavní cestou od doby Alemannic – středověké správní středisko a přidružené centrální místo setkání. Überarb. Příspěvek z: Minulost na Untermain – současnost. Rüsselsheim 1982. (jak digitalizovat volně k dispozici on-line)
  - Proč Frankfurters musel jít u soudu poblíž Rüsselsheimu. Überarb. Příspěvek z: Minulost na Untermain – současnost. Rüsselsheim 1982. (jak digitalizovat volně k dispozici on-line)
- Freiburg, Fribourg a jeho jmenovci. Universitätsverlag, Freiburg 1983, bez ISBN.
- Problémy výzkumu vlasti v naší oblasti. Verlag der Theaterwerkstatt, Rüsselsheim 1984, bez ISBN.
- Lorscher Reichsurbar na německém a francouzském pozadí. Nepochopený jazyk a historický dokument z let 764/5? In: Příspěvky na studium Odenwaldu a jeho okolí ;   5; 1992, bez ISBN.

Vydavatelství
- Stará centra a nová média. Role dialektů a vysoké kultury v moderní době. Témata čestného sympozia u příležitosti 75   10. narozeniny Roberta Strombergera v Univerzitě a Státní knihovně v Darmstadtu   Únor 2006, Justus-von-Liebig-Verlag, Darmstadt 2007 (=   Darmstadtské spisy;   89), ISBN 978-3-87390-222-0.
- Rüsselsheimer Rundwege. Představení krajiny a historie městské oblasti, Magistrát města Rüsselsheim, Rüsselsheim 1987, bez ISBN (5   Publikace v kazetě).

Článek
- „Herzog-Ernst-von-Baiern“ Historie před ambiciózním slovansko-německým soudem slezských vévodů Jindřicha I. a Jindřicha II. Před rokem 1241. In: Eduard Hlawitschka (ed. ): Výzkumné příspěvky ze třídy humanitních věd. Spisy Sudetoněmecké akademie věd a umění. Svazek 32), str. 51–93.